# わが命つきるとも
『わが命つきるとも』（わがいのちつきるとも、A Man for All Seasons）は、1966年のイギリス・アメリカの映画作品。
ロバート・ボルト自作の戯曲を自ら映画用脚本に書き改めたものである。第39回アカデミー賞では8部門にノミネートされ、うち6部門を獲得した。

## ストーリー
1528年、イングランド国王ヘンリー8世は宮廷の女官アン・ブーリンに恋をし、一向に世継ぎを生まない王妃キャサリンとの離婚を一心に望んでいた。しかし、当時はカトリックが国教であり、離婚は不可能でローマ法王の許しが必要だった。法王に対して国王の離婚を弁護できるのは、トマス・モアだけであった。彼はユートピアを夢見た偉大な文学者として著名な存在で、深い教養と厚い信仰心がゆえにヨーロッパの人々から尊敬と信頼を寄せられていた。
宗教界の実力者ウルジー枢機卿はモアを呼び出し、大法官秘書のクロムウェルを介して国王の離婚を法王が承認するように取り成してくれるように依頼したが、モアはこれを拒絶したため枢機卿の怒りを買ってしまう。高潔なモアは一顧だにしなかったが、政治的な立場を危惧する家族や友人のノーフォーク公爵からは、その高潔さを危ぶまれていた。ウルジーが死去した後、モアは大法官に任命されイングランドの実力者となった。そんな中、ヘンリー8世がモアの屋敷を訪れ、直接ローマ法王に離婚の取り成しをするように依頼するが、モアはこれを拒否したため国王は激怒して帰ってしまう。国王に随行していたクロムウェルは、モアの友人で、彼に公職への斡旋を断られたリッチと接触する。クロムウェルは公職に斡旋する見返りに、モアの身辺を探るようにリッチに命令する。
離婚を認めないローマ法王に業を煮やしたヘンリー8世は、新たにイングランド国教会を設立して自ら首長に就任し、強引にキャサリンとの離婚及びアンとの結婚を執り行う。モアは自らの信念に従い大法官を辞任し、国教会やアンとの再婚を認めなかった。クロムウェルはモアを失脚させようと動き出し、妻子やノーフォーク公爵は国王への宣誓を行うように説得するが、モアはそれを拒み、彼らに罪が及ばないように距離を取り始める。
投獄されたモアはクロムウェルからの尋問をかわし、面会に訪れた妻子に国外に脱出するように促す。クロムウェルは反逆罪でモアを告訴し、法廷で彼を弾劾する。モアはクロムウェルを言論で圧倒するが、証人として出廷したリッチが虚偽の証言を行ったため、モアの有罪が確定する。モアは信念を捨てたリッチに憤慨し、それまで溜め込んでいた再婚問題の不満を叫び出し、法廷はモアに死刑を宣告する。モアは自らの信念を信じて処刑に臨み、神の元に行けることを確信しながら斬首される。

## キャスト
| 役名                 | 俳優                       | 日本語吹替   | 日本語吹替 |
| 役名                 | 俳優                       | テレビ朝日版 | VOD版      |
| -------------------- | -------------------------- | ------------ | ---------- |
| トマス・モア         | ポール・スコフィールド     | 小山田宗徳   | 木下浩之   |
| アリス・モア         | ウェンディ・ヒラー         | 麻生美代子   |            |
| トマス・クロムウェル | レオ・マッカーン           | 富田耕生     | 浦山迅     |
| ヘンリー8世          | ロバート・ショウ           | 井上孝雄     | 落合弘治   |
| トマス・ウルジー     | オーソン・ウェルズ         | 塩見竜介     |            |
| マーガレット・モア   | スザンナ・ヨーク           | 二木てるみ   |            |
| ノーフォーク公爵     | ナイジェル・ダヴェンポート | 小林清志     |            |
| リチャード・リッチ   | ジョン・ハート             |              |            |
| ウィリアム・ローパー | コリン・レッドグレイヴ     |              |            |
| マシュー             | コリン・ブレイクリー       |              |            |
| トマス・クランマー   | シリル・ラックハム         |              |            |
| 大法官               | ジャック・グウィリム       |              |            |
| アン・ブーリン       | ヴァネッサ・レッドグレイヴ |              |            |

- テレビ朝日版：初回放送1976年5月23日『日曜洋画劇場』
- VOD版：Netflixにて配信。

## スタッフ
- 製作総指揮:ウィリアム・N・グラフ
- 製作:フレッド・ジンネマン
- 監督:フレッド・ジンネマン
- 脚本:ロバート・ボルト
- 撮影:テッド・ムーア
- 音楽:ジョルジュ・ドルリュー
- 編集:ラルフ・ケムプレン

## 主な受賞歴

### アカデミー賞
受賞
アカデミー作品賞:フレッド・ジンネマン
アカデミー監督賞:フレッド・ジンネマン
アカデミー主演男優賞:ポール・スコフィールド
アカデミー脚色賞:ロバート・ボルト
アカデミー撮影賞 (カラー部門):デッド・ムーア
アカデミー衣裳デザイン賞 (カラー部門):エリザベス・ハッフェンデン、ジョーン・ブリッジ
ノミネート
アカデミー助演男優賞:ロバート・ショウ
アカデミー助演女優賞:ウェンディ・ヒラー

### 英国アカデミー賞
受賞
総合作品賞:フレッド・ジンネマン
監督賞:フレッド・ジンネマン
最優秀英国男優賞:ポール・スコフィールド
脚本賞:ロバート・ボルト
撮影賞 (カラー部門):デッド・ムーア
美術賞 (カラー部門):ジョン・ボックス
衣裳デザイン賞:エリザベス・ハッフェンデン、ジョーン・ブリッジ

### ゴールデングローブ賞
受賞
作品賞 (ドラマ部門)
監督賞:フレッド・ジンネマン
主演男優賞 (ドラマ部門):ポール・スコフィールド
脚本賞:ロバート・ボルト
ノミネート
助演男優賞:ロバート・ショウ

### ニューヨーク映画批評家協会賞
受賞
作品賞
監督賞:フレッド・ジンネマン
主演男優賞:ポール・スコフィールド
脚本賞:ロバート・ボルト

### ナショナル・ボード・オブ・レビュー
受賞
作品賞
監督賞:フレッド・ジンネマン
男優賞:ポール・スコフィールド
助演男優賞:ロバート・ショウ
トップ10作品

## エピソード
- 最初はトーマス・モアの娘マーガレット・モアを演じる予定だったヴァネッサ・レッドグレイヴだったが、「ミス・ブロディの青春」の主役が舞い込み、急遽スザンナ・ヨークに変更した。しかしその後アン・ブーリンとヘンリー8世との結婚披露の場面を撮影することとなり、アン・ブーリン役の女優を探したがこれぞと思う女優を探し当てることが出来ず、困ったジンネマン監督はヴァネッサ・レッドグレイヴに1日だけの仕事を依頼して、彼女はスクリーンクレジットをしない(名前を字幕に入れない)、サラリーは要らないの2条件で出演した。したがって映画の字幕には彼女の名前はない[2]。